# Laura Feiersinger
Laura Feiersinger, née le 5 avril 1993 à Saalfelden, est une joueuse de football internationale autrichienne. Elle joue au poste de milieu de terrain au 1. FC Cologne.

## Carrière

### En club
Laura Feiersinger commence le football à l'âge de huit ans au SV Oftering et enchaîne deux mois plus tard au 1. Sallfeldner SK où elle reste jusqu'au-delà de la fusion du club avec l’ESV Sallfelden en 2007 : le FC Pinzgau Saalfelden, qu'elle quitte en 2008 pour intégrer l'USK Hof, avec lequel elle est promue en première division autrichienne.
Elle découvre le championnat d'Allemagne lors de la saison 2010-2011 chez le promu Herforder SV, puis joue au Bayern Munich de 2011 à 2016, avec quelques passages dans l'équipe réserve de 2014 à 2016. De 2016 à 2018, elle joue pour le SC Sand.
En 2018, elle s'engage au 1. FFC Francfort. En 2020, le club est intégré à l'équipe masculine de l'Eintracht Francfort et en prend par conséquent le même nom.

### En sélection
Laura Feiersinger est dans un premier temps sélectionnée avec les U-17 puis les U-19 de l'équipe d'Autriche. Le 9 juin 2010, sa carrière en équipe A débute par une victoire 6-0 contre Malte. Dès son deuxième match, quatorze jours après, elle inscrit son premier but en sélection lors de la victoire 4-0 face à la Turquie.
Elle fait partie des Autrichiennes ayant remporté le Tournoi de Chypre en 2016. L'année suivante, lors de l'Euro 2017, elle fait partie de l'équipe autrichienne qui atteint les demi-finales de la compétition.

## Palmarès
Bayern Munich
- Bundesliga : 2015, 2016
- Coupe d'Allemagne : 2012

Autriche
- Tournoi de Chypre : 2016

## Vie privée
Elle est la fille de Wolfgang Feiersinger, ancien footballeur international autrichien.